# 北海道道519号滝之町伊達線
北海道道519号滝之町伊達線（ほっかいどうどう519ごう たきのまちだてせん）は、北海道有珠郡壮瞥町と伊達市を結ぶ一般道道（北海道道）である。

## 概要
有珠山噴火対策により大幅なルート変更が予定されている。

### 路線データ
- 起点：北海道有珠郡壮瞥町字滝之町（国道453号交点）
- 終点：北海道伊達市松ヶ枝町（北海道道145号伊達インター線・道央自動車道 伊達IC交点）
- 総延長：12.272 km
- 実延長：12.251 km
- 重用延長：0.021 km

### 道路管理者
- 胆振総合振興局 室蘭建設管理部 登別出張所

## 歴史
- 1965年（昭和40年）4月1日 路線認定[2]。
- 2024年（令和6年）11月23日 有珠郡壮瞥町字立香179番地先 - 伊達市西関内町333番地先までの新ルート区間 (4.2 km) が開通[3]。

## 路線状況

### 道路施設

#### 主な橋梁
- 壮瞥橋（97 m、長流川、壮瞥町字滝之町）

## 地理

### 通過する自治体
- 胆振総合振興局
  - 有珠郡壮瞥町
  - 伊達市

### 交差する道路
壮瞥町
- 国道453号 - 字滝之町（起点）
- 北海道道922号立香南久保内線 - 字立香

伊達市
- 北海道道981号上長和萩原線 - 西関内町（重複）
- 道央自動車道 - 西関内町（接続はしない）
- 北海道道145号伊達インター線 - 松ヶ枝町（終点）
- 道央自動車道 伊達IC - 松ヶ枝町（終点）

### 沿線にある施設など
伊達市
- 伊達末永郵便局
- 総合病院伊達赤十字病院